# Nebřenice
Nebřenice jsou malá vesnice, část obce Popovičky v okrese Praha-východ ve Středočeském kraji. Leží šest kilometrů jižně od okraje Prahy a dva kilometry jižně od Popoviček.

## Historie

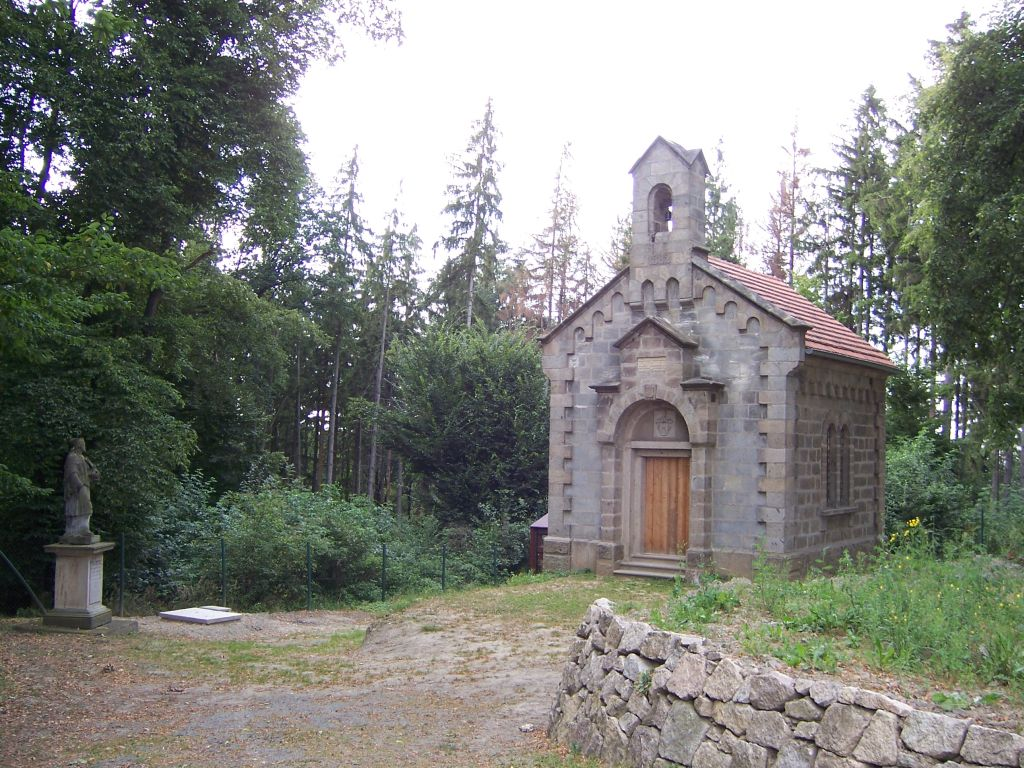
Pohřební kaple Schüttelsbergů při silnici na okraji Nebřenic

První písemná zmínka o Nebřenicích pochází z roku 1437. Od června 2017 se začal na území Nebřenic vznikat nový luxusní rezidenční celek Oaks Prague. Má se jednat o samostatnou „vesnici“ s 700 obyvateli, více než 85 domy a sociálním vybavením. Za projektem údajně stojí ruští oligarchové, miliardáři Alexandr Abramov a Alexandr Frolov.

## Obyvatelstvo
| Rok            | 1869 | 1880 | 1890 | 1900 | 1910 | 1921 | 1930 | 1950 | 1961 | 1970 | 1980 | 1991 | 2001 | 2011 | 2021 |
| -------------- | ---- | ---- | ---- | ---- | ---- | ---- | ---- | ---- | ---- | ---- | ---- | ---- | ---- | ---- | ---- |
| Počet obyvatel | 57   | 52   | 53   | 59   | 72   | 83   | 81   | 38   | 55   | 40   | 21   | 11   | 10   | 5    | 17   |
| Počet domů     | 5    | 5    | 6    | 7    | 9    | 9    | 8    | 10   | 10   | 7    | 6    | 9    | 6    | 7    | 13   |

## Obecní správa
Při sčítání lidu v letech 1850–1960 byly Nebřenice osadou obce Popovičky, nejprve v okrese Český Brod, v letech 1900–1910 v okrese Žižkov, v letech 1921–1950 v okrese Říčany a od roku 1960 v okrese Praha-východ. V letech 1960–1990 byly částí obce Dobřejovice v okrese Praha-východ. Od 24. listopadu 1990 jsou opět částí obce Popovičky v okrese Praha-východ.

## Pamětihodnosti

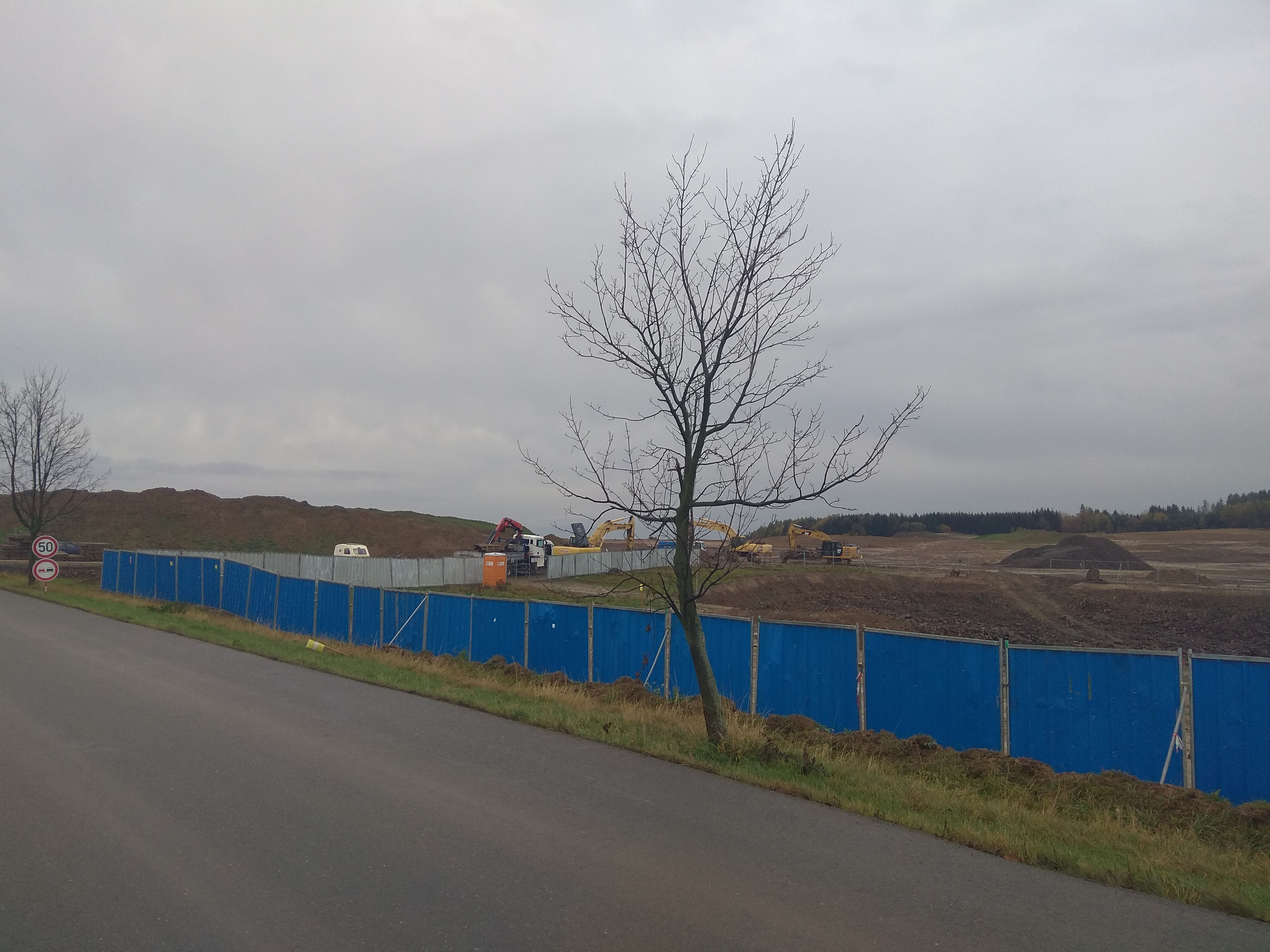
Začátek výstavby rezidenčního komplexu Oaks Prague v roce 2017

- Začátek výstavby rezidenčního komplexu Oaks Prague v roce 2017Zámek Nebřenice – menší venkovský jednopatrový klasicistní zámeček z 19. století.[7] Byl vystavěn na místě původního barokního statku.
- Pohřební kaple Hilbertů ze Schüttelsbergu